# KH-2002

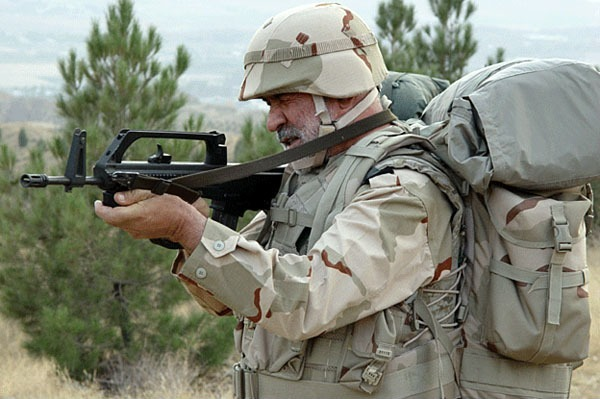
Le Brigadier-Géneral Ali Shushtari testant le KH-2002.

Le Khaybar KH-2002 (persan : خیبر Khayber) est un fusil d'assaut conçu et fabriqué en Iran au début des années 2000 par l'Organisation des industries de défense (DIO),. Sa conception par le DIO commence en 2001. Le fusil est adopté par l'armée iranienne en 2003 et entre en production sous le nom de KH-2002. Le nom « Khaybar » vient du nom de l’oasis portant le même nom, Khaybar étant le nom d'une ville d'Arabie Saoudite située à environ 180 kilomètres au nord de Médine.

## Caractéristiques
Le Khaybar KH-2002 avait pour objectif de remplacer le HK G3, qui était encore en service dans l'armée iranienne à cette époque. Le fusil étant en fait une conversion bullpup du fusil d'assaut iranien DIO S-5.56, qui est une copie sans licence du Norinco CQ M311 , qui est à son tour une copie sans licence du M16A1 américain. Le Kh-2002, en plus d'être chambré dans le calibre 5.56x45 OTAN, est aussi capable d'utiliser sans problèmes les chargeurs STANAG M16 de l'OTAN. Il utilise d'ailleurs un système à emprunt de gaz et une culasse rotative de type M16.
Le KH-2002 se décline en trois variantes : fusil d'assaut standard, carabine d'assaut à canon court, et arme de tireur d'élite à canon long.

## Les échecs commerciaux du fusil
Entre 2004 et 2008, l'Iran essaye de vendre son Khaybar KH-2002 à l'international mais échoue dans ses tentatives :
- L’Iran aurait tenté de vendre ses fusils à l’Uruguay par l’intermédiaire du Venezuela afin de contourner les sanctions économiques de l'ONU contre le gouvernement de Téhéran. Le 12 octobre 2007, le Washington Times indique que plus de 18 000 fusils KH-2002 et plus de 15 000 munitions de 5.56x45 fabriqués par l’Iran auraient été interceptés. Les stocks sont alors confisqués et les contrats avec l’Amérique du Sud sont rompus ;
- En 2008, la Syrie cherche à faire l’acquisition d'un nouveau fusil pour son armée. L’Iran propose alors son Khaybar KH-2002 qui doit être confronté lors d'une série de tests à l'AK 74 afin de montrer ses capacités. Dix fusils Khaybar KH-2002 sont envoyés en Syrie pour subir ces séries de tests. Malheureusement, le KH-2002 est une véritable catastrophe pendant les périodes d'essais : ayant un mécanisme proche de celui du M16A1, il est également porteur de ses défauts en condition climatique rude. L'humidité, les particules fines, la boue, les grains de sable ou le gel provoquent des enrayements et des incidents de tir fréquents en endommageant certaines pièces du mécanisme. L'AK 74 est donc un choix plus judicieux pour les Syriens, car moins cher, plus résistant, plus rustique et plus facile à entretenir et à utiliser que le KH-2002. Le contrat avec la Syrie n'a donc pas été signé et sur les dix fusils envoyés, seulement deux seront encore en état de fonctionner ;

En 2009, l'Iran décide de produire une version améliorée de son Khaybar KH-2002, nommé « sama ». Cela restera la version la plus avancée de l'arme.
En 2012, le DIO arrête la production de cette arme. Quelques exemplaires de l'arme continuent à être utilisés par l'armée iranienne, mais en quantité limitée.

## Caractéristiques techniques
- Nom complet : Khaybar KH-2002
- Type d'architecture : Bullpup
- Pays d'origine : Iran
- Date de conception : 2001
- Période de production : 2003-2012
- Masse : 3,7 kg (version canon long avec chargeur de 30 coups)
- Longueur : 730 carabines / 680 version standard / 780 mm version tireur d'élite
- Munition : 5.56 × 45 OTAN
- Mécanisme : emprunt de gaz et culasse rotative de type M16
- Cadence de tire : Environ 800 coups par minute
- Portée pratique : 450 mètres

## Dans les jeux vidéo
Le Khaybar KH-2002 apparait dans certaines séries de jeux vidéo :
- Dans le jeu vidéo Zula ;
- Dans le jeu vidéo Combat Arms ;
- Dans la série des jeux Battlefield ;
- Dans le jeu Arma 3 sous le nom de Katiba 6.5, fusil inspiré de la version sama, et utilisé par le CSAT sur les îles de Altis et Stratis.

(NOTE : L'apparition de l'arme dans les mains des antagonistes en plus du fait que le jeu semblait placer l'Iran sous la forme du CSAT comme ennemi de l'OTAN dans le jeu a provoqué une interdiction de Arma 3 en Iran.)